# Nakamura (Kochi)
Nakamura (中村市 -shi) é uma cidade japonesa localizada na província de Kochi.
Em 2003, a cidade tinha uma população estimada em 34 366 habitantes e uma densidade populacional de 89,38 h/km². Tem uma área total de 384,50 km².
Recebeu o estatuto de cidade a 31 de Março de 1954.